# Unzial 054
Unzial 054 (in der Nummerierung von Gregory-Aland, von Soden ε 59) ist eine griechische Unzialhandschrift des Neuen Testaments. Mittels Paläographie wurde es auf das 8. Jahrhundert datiert. Das Manuskript ist auch als Codex Barberini bekannt.

## Beschreibung
Der Kodex enthält einen Teil des Johannesevangeliums (16,3–19,41) zusammen mit einigen Kommentaren auf 6 Pergamentblättern (29 × 18,5 cm). Die Seiten wurden einspaltig mit 36 Zeilen beschrieben. In einem kleinen Teil des Textes sind die Ammonischen Abschnitte enthalten, jedoch ohne Hinweise auf den Eusebischen Kanon.
Die Unzialhandschrift gehört zum gleichen Manuskript wie Minuskel 392 (folios 7–391).
Der griechische Text des Kodex repräsentiert den Byzantinischen Texttyp mit einigen nicht-Byzantiner Lesarten. Aland ordnete ihn mit einigem Zögern in Kategorie V ein.

## Geschichte
Die Handschrift wurde im 17. Jahrhundert von Francesco Barberini (daher der Name) gefunden. Der Text des Kodex wurde von Tischendorf 1846 veröffentlicht (Monumenta sacra).
Der Kodex befindet sich in der Biblioteca Apostolica Vaticana (Codex Barberinus Graecus 521, fol. 1–6).